# Palazzo Cusani (Parma)
Il Palazzo Cusani è un edificio dalle forme rinascimentali, situato in piazzale San Francesco 1 a Parma, di fronte alla chiesa di San Francesco del Prato; costituisce la sede della Casa della Musica.

## Storia
Il palazzo fu costruito nella seconda metà del XV secolo da un ramo della famiglia Cusani, nobile e importante casata originaria di Milano.
Nel XVII secolo il marchese Galeazzo Cusani donò l'edificio al Comune di Parma, che lo assegnò all'Università di Parma, ristrutturandolo e sistemando le colonne di marmo nel cortile centrale; divenne così sede delle facoltà di Medicina e Giurisprudenza fino al 1768.
Nel 1778 il duca Ferdinando I di Borbone lo destinò a zecca di Stato e fece trasferire al centro del cortile con i portici il monumento a Ercole e Anteo, noto in città anche come I du brasè, antica statua realizzata dall'artista fiammingo Teodoro Vandersturck tra il 1684 e il 1687 per il Palazzo del Giardino.
In seguito ai decreti napoleonici del 1805 e 1810, l'adiacente convento di San Francesco del Prato fu destinato a carcere cittadino; per questo motivo nel 1820 la duchessa Maria Luigia adibì il palazzo a tribunale giudiziario, collegandolo direttamente con il penitenziario. Il monumento a Ercole e Anteo fu spostato sull'isolotto al centro del laghetto del Parco Ducale, ma già nel 1829 fu trasferito in una nicchia del palazzo del Comune sul lato verso la chiesa di San Vitale.
Nel 1924 il tribunale si trasferì nell'attuale sede e l'edificio fu destinato a scuola secondaria inferiore; le sale interne furono allora suddivise in stanze più piccole.
Durante la seconda guerra mondiale all'interno del palazzo fu realizzato un rifugio antiaereo, che ne cambiò notevolmente la fisionomia.
Il 9 novembre del 1983 l'edificio fu danneggiato da una forte scossa sismica, che ne determinò la chiusura. Successivamente sottoposto a un complesso intervento di restauro, il palazzo fu riaperto nel 2002 quale sede della Casa della Musica, destinata a ospitare rassegne concertistiche, corsi di perfezionamento musicale e mostre. Vi fu anche ricollocato il monumento a Ercole e Anteo, mantenendone comunque una copia su un lato del palazzo del Comune.

## Descrizione

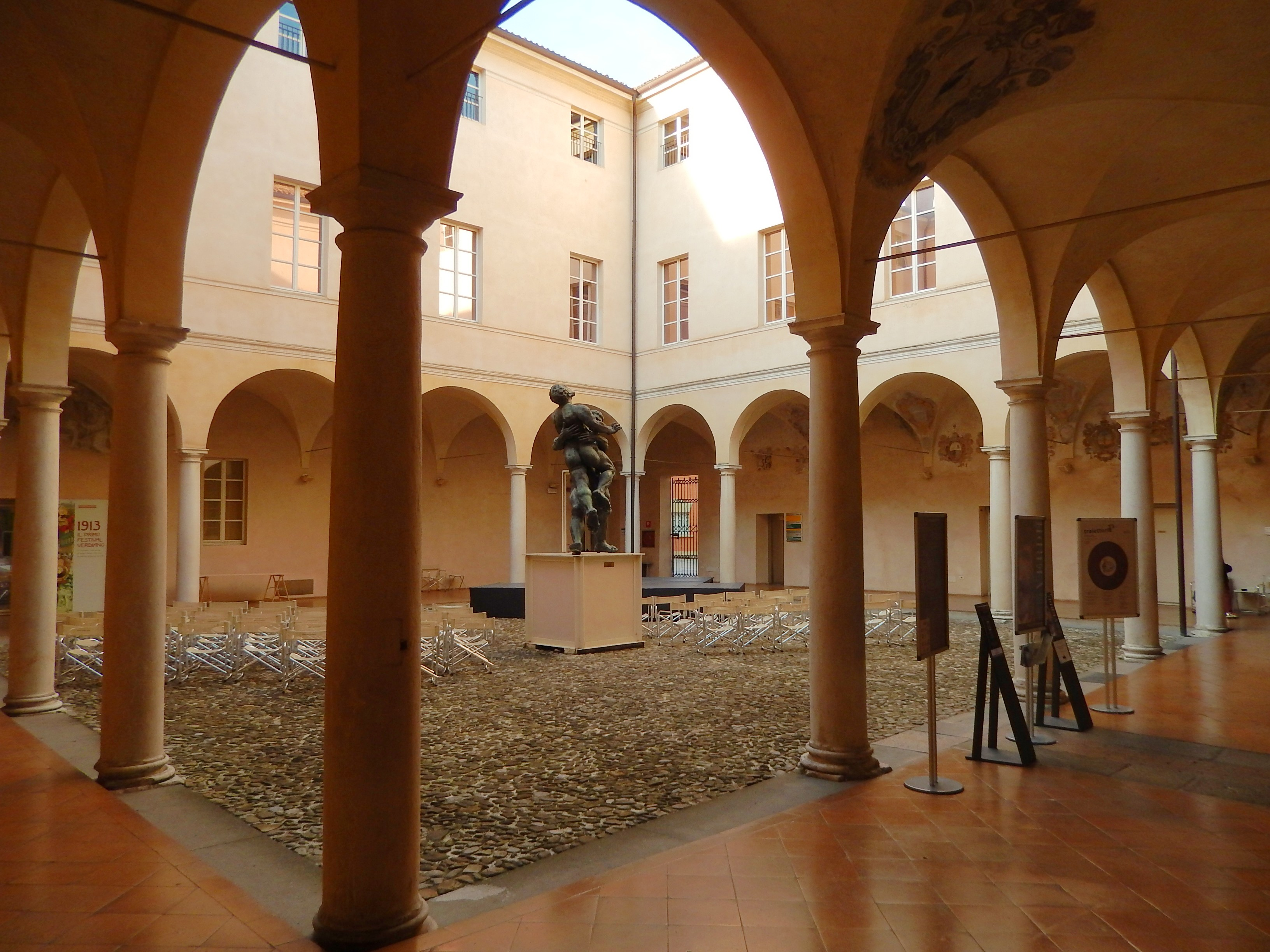
Cortile interno con il monumento a Ercole e Anteo

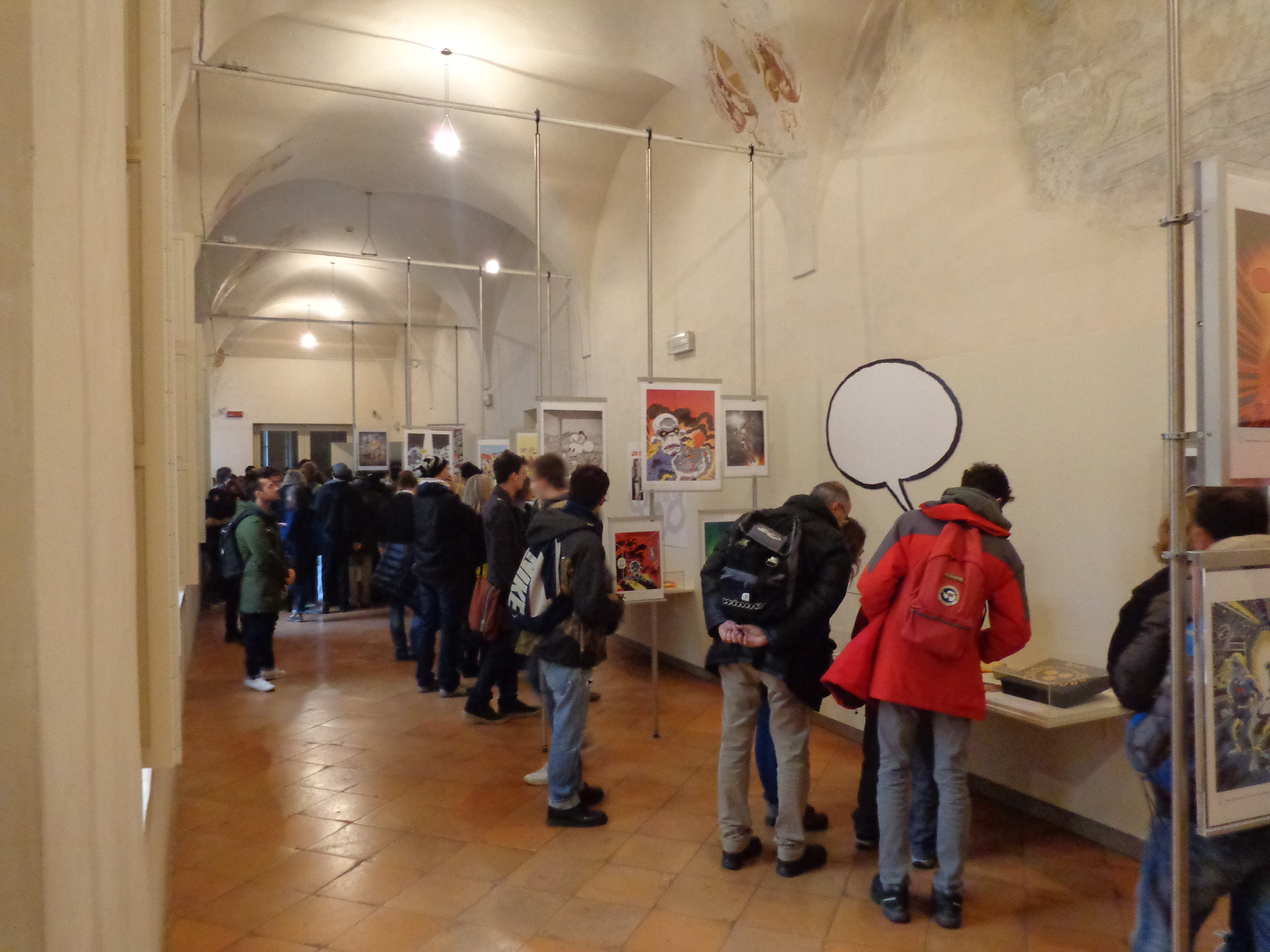
Uno dei corridoi interni in occasione della mostra Rat-Con 2014 dedicata al fumetto Rat-Man

Il palazzo, a pianta quadrata, si sviluppa attorno a un elegante chiostro porticato su una superficie complessiva di 4500 m² distribuita su tre piani.
Le due facciate esterne di epoca rinascimentale, caratterizzate da grandi e alte finestre con cornici intonacate, sono rivestite in laterizio, con parziale incompletezza nella decorazione; a coronamento dei due prospetti corre un alto cornicione intonacato.
Gli interni e il portico sviluppato attorno al grande cortile centrale presentano ancora importanti tracce delle decorazioni pittoriche risalenti al XVII secolo, che rappresentano scene allegoriche, stemmi araldici e iscrizioni relativi ai docenti universitari.
Al primo piano è presente una sala dei concerti, della capienza di 158 posti, cui si aggiungono un auditorium, aule didattiche e una biblioteca-mediateca.